# L'Emmerdeuse (téléfilm)
Pour les articles homonymes, voir L'Emmerdeuse.
L'Emmerdeuse est une série de trois téléfilms français scénarisés par Sophie Deschamps et Lorraine Lévy, réalisés par Michaël Perrotta et diffusés les 10 décembre 2001, 9 juin 2003 et 23 décembre 2005 sur TF1.

## Synopsis
Colette Lafarge est employée comme femme de ménage chez les Joigny. Elle apprend bientôt que la fille de la famille, Charlotte, s'est éprise de Laurent, un fils de forains. Charlotte et Colette, devenue la confidente de la jeune fille, craignent que les a priori bourgeois des Joigny ne soient mis à mal par la nouvelle. Contre toute attente, les parents de Charlotte acceptent de rencontrer le jeune homme. Ils veulent surtout s'assurer que le garçon n'a rien d'un chasseur de dot. Colette et Charlotte tremblent en imaginant les Joigny prendre place sur le canapé panthère trônant dans la luxueuse caravane des forains. Toutes deux décident d'agir afin de mettre toutes les chances du côté du jeune couple qu'anime un amour sincère et profond…

## Fiche technique
- Réalisation : Michaël Perrotta
- Scénario : Sophie Deschamps et Lorraine Lévy

## Distribution
- Marie-Anne Chazel : Colette Lafarge
- Georges Corraface : Alex
- Hélène Vincent : Mado Lafarge
- Arièle Semenoff : Mme de Joigny
- Christian Pereira : M. de Joigny
- Michel Crémadès : Gérard
- Nathalie Courval : Lulu
- Joséphine Serre : Mouche Lafarge
- Michel Robin : M. Jérôme
- Urbain Cancelier : M. Duringer

## Épisodes
1. L'Emmerdeuse (diffusé le 10 décembre 2001)
2. Les Caprices de l'amour (diffusé le 9 juin 2003)
3. Jeunesse oblige (diffusé le 23 décembre 2005)